# Sympathie (album)
Albums de Sylvie Vartan
Aime-moi
(1970) J'ai un problème
(1973)
Sympathie est le 10e album de Sylvie Vartan. Il est sorti en LP 33 tours en 1971.

## Liste des titres
LP RCA 440 753
1. La moitié du chemin (3:11)
2. Suzan (2:57)
3. Riche (3:24)
4. Medecine Man (3:34)
5. Comme un arbre arraché (3:02)
6. Une poignée de monnaie (2:58)
7. Un jardin dans mon cœur (4:39)
8. California (2:50)
9. Annabel (3:27)
10. Parle-moi de ta vie (3:15)
11. Dilindam (2:48)